# Rockoon

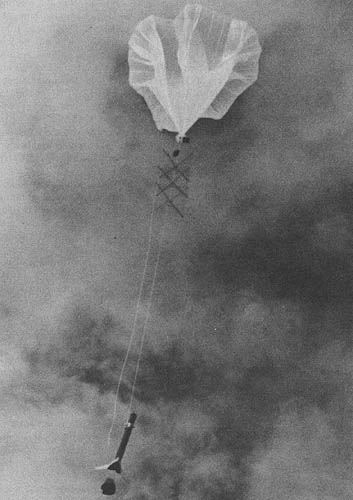
Rockoon instantes después de haber sido lanzado desde una aeronave.

Un rockoon, contracción de los términos en inglés rocket, (cohete) y balloon (globo), fue una modificación de los cohetes que les permitía alcanzar mayores distancias recorridas. El rockoon era un cohete de combustible sólido que era transportado a la atmósfera superior por un globo lleno de aire, para después ser separado del globo cuando llegara a su altura máxima y automáticamente hiciera ignición. Esto permitiría al cohete alcanzar una mayor altura, debido a que ya no tendría que moverse por las gruesas capas de aire inferiores.
El concepto original del rockoon fue desarrollado por los militares estadounidenses Lee Lewis, G. Halvorson, S. F. Singer, y James A. Van Allen durante el crucero de lanzamiento de cohetes Aerobee del USS Norton Sound el 1 de marzo de 1949.
Las desventajas de los rockoons es que los globos no pueden ser manejados, y como consecuencia tampoco la dirección a la que se dirige el cohete; tampoco la zona donde caerá es fácil de ajustar. Por lo tanto, se requiere tener de una gran área donde el cohete posiblemente caerá, por motivos de seguridad.

## Investigación Temprana
De acuerdo con un informe de 1959 aparecido en la revista TIME, los rockoons de Van Allen no pudieron ser lanzados en el estado de Iowa por el temor de que los cohetes cayeran sobre habitantes o sus casas. Así que Van Allen convenció a la Guardia Costera de Estados Unidos para que le permitieran lanzar sus rockoons desde el rompehielos Eastwind que estaba destinado en Groenlandia. El primer globo se alzó hasta los 70.000 pies de altura, pero el cohete que estaba sostenido debajo no se encendió. El segundo rockoon se comportó en la misma manera. Con la teoría de que el frío extremo a altas alturas debía de haber detenido el contador que estaba destinado a encender a los cohetes, Van Allen calentó latas de jugo de naranja, las colocó cerca de la góndola del tercer rockoon, y este finalmente sí que se encendió.
La Oficina de Investigación Naval (ONR de EE. UU.) utilizó el Loki en algunos de sus lanzamientos Rockoon, elevándolo a grandes altitudes en un globo de helio antes de disparar, para la investigación de la atmósfera superior. El primer lanzamiento Rockoon del Loki I se produjo el 1 de julio de 1955 desde un barco frente a la costa de Groenlandia.
Durante julio-octubre de 1955, los cohetes instrumentados Loki I y Deacon fueron lanzados con éxito en globos (Rockoons) desde un barco frente a la costa de Groenlandia en estudios de rayos cósmicos realizados por el grupo de investigación de la Universidad de Iowa. Army Ordnance suministró cohetes Loki desarrollados por JPL y ONR patrocinó el proyecto.

## Enlaces relacionados
- Asociación de estudiantes de ingeniería aeroespacial LEEM-UPM LEEM-UPM official website
- Página web del proyecto Rockoon de LEEM-UPM LEEM-UPM Rockoon project official website

- Datos: Q363842